# Espostoa frutescens
Espostoa frutescens är en kaktusväxtart som beskrevs av Jens E. Madsen. Espostoa frutescens ingår i släktet Espostoa och familjen kaktusväxter. Inga underarter finns listade i Catalogue of Life.

## Bildgalleri

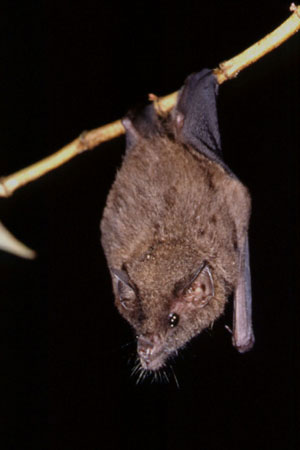